# Maribel (Wisconsin)
Maribel est un village du comté de Manitowoc, dans l'État du Wisconsin, aux États-Unis. En 2020, il comptait une population de 336 habitants.